# Ganterbrücke
La Ganterbrücke (letteralmente: "ponte Ganter") è un ponte stradale, situato in Svizzera, nel Canton Vallese.
Si trova sulla Strada principale 9, che da Vallorbe nel Canton Vaud porta al passo del Sempione, continuando poi in territorio italiano come Strada statale 33 del Sempione e arrivando fino a Milano. Questo sistema stradale costituisce parte della Strada europea E62.

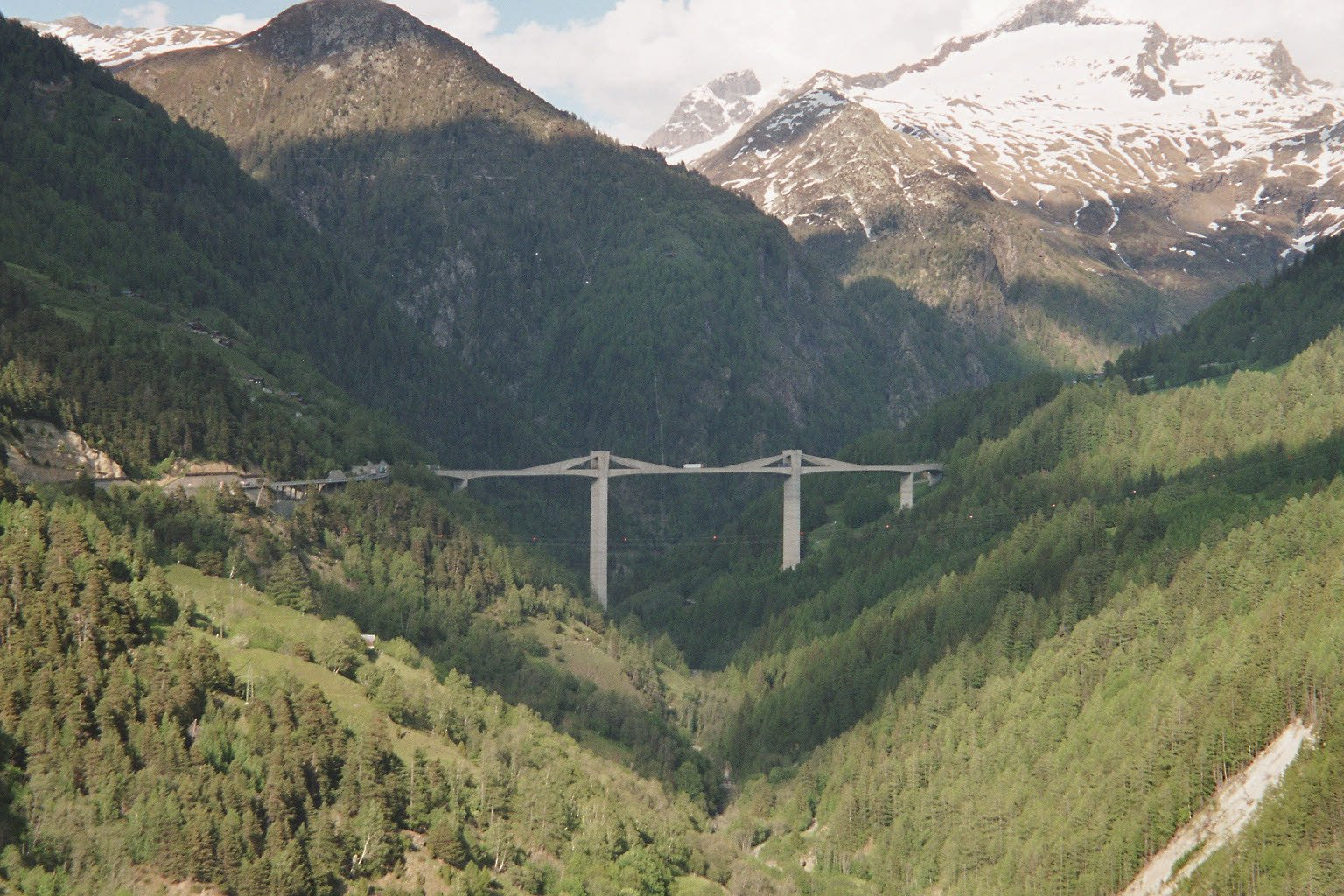
La Ganterbrücke: per avere un'idea delle dimensioni, si noti al centro un camion in transito

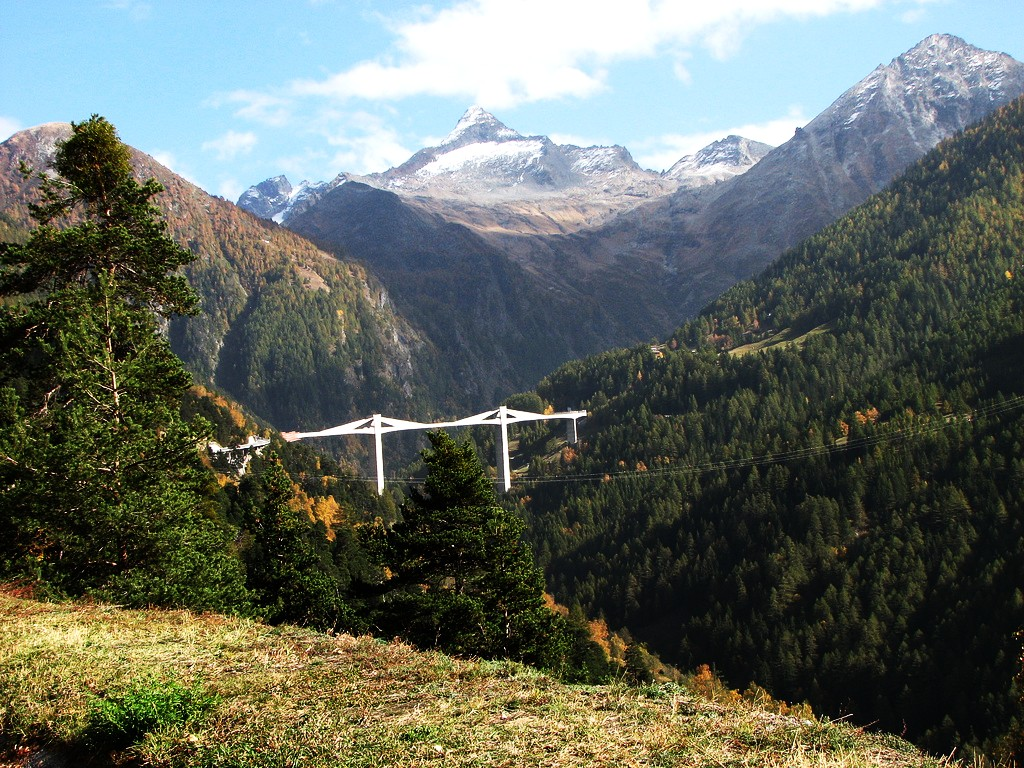
La Ganterbrücke

È stato progettato dall'ingegnere civile svizzero Christian Menn.
La lunghezza complessiva è di 678 m, la campata principale è lunga 174 m, e l'altezza massima di un pilastro è di 150 m.
Il ponte forma una curva ad S sopra il fiume Ganter, ad un'altitudine di circa 1450 m s.l.m.
Consiste in due piloni, otto campate con lunghezze di 35 m, 50 m, 80 m, 127 m, 174 m, 127 m, 50 m, e 35 m.
La più lunga campata tra i due piloni è diritta, mentre le altre si trovano lungo le curve.

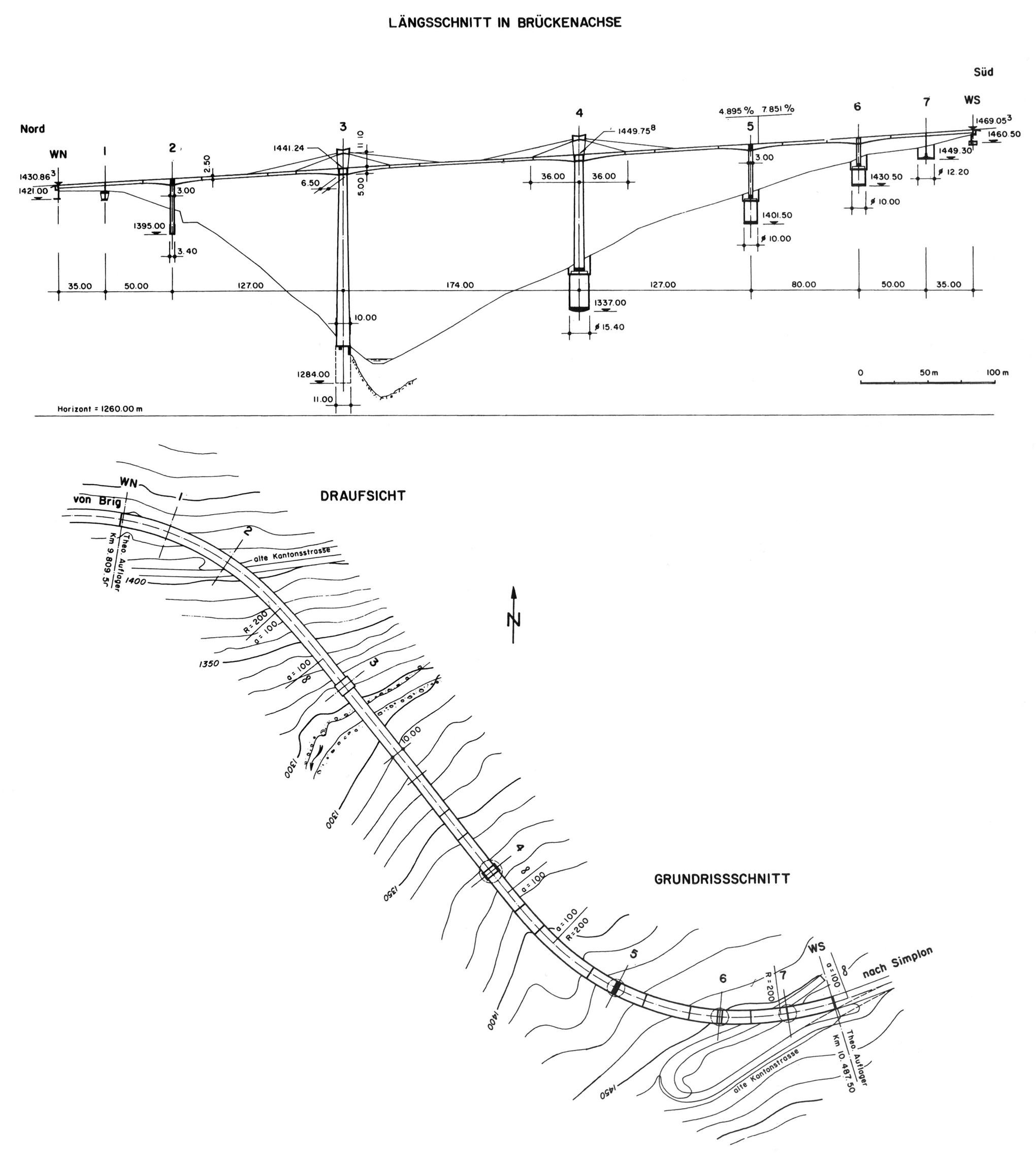
Progetto del ponte